# Scolymia australis
Scolymia australis е вид корал от семейство Mussidae. Възникнал е преди около 0,78 млн. години по времето на периода кватернер. Видът не е застрашен от изчезване.

## Разпространение и местообитание
Разпространен е в Австралия, Гуам, Индонезия, Малайзия, Микронезия, Нова Каледония, Остров Норфолк, Палау, Папуа Нова Гвинея, Северни Мариански острови, Сингапур, Тайланд, Филипини и Япония.
Обитава океани, морета и рифове. Среща се на дълбочина от 2 до 11 m, при температура на водата от 25,5 до 25,6 °C и соленост 35,2 ‰.